# 악양루

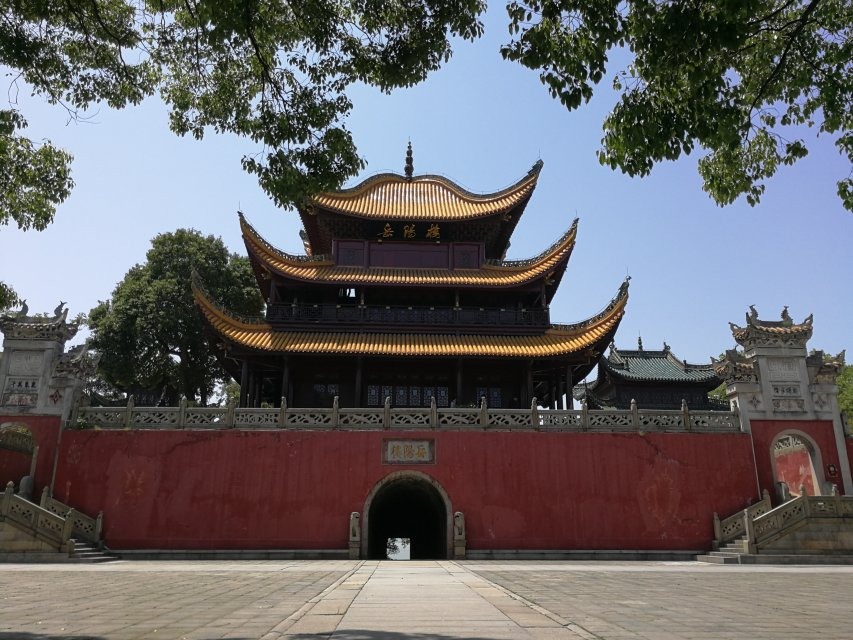
악양루

악양루(중국어 간체자: 岳阳楼, 정체자: 岳陽樓, 병음: Yuèyánglóu 웨양러우[*])는 중국 후난성 웨양시의 고적으로, 웨양고성 서문의 윗쪽에 있다. 아래쪽으로는 둥팅호(동정호)가 보이며, 앞으로는 군산을 북쪽으로는 장강에 접한다. 악양루는 강남사대명루의 하나로 손꼽힌다.

## 역사
웨양러우(악양루)의 전신은 삼국시대 동오의 명장 노숙이 군사적 목적으로 만든 누각이다. 당시 오나라는 촉나라의 유비와 형주를 다투고 있었는데, 215년 노숙은 동정호의 파구(巴丘)에 주둔하며 수군을 훈련시키고, 파구성을 세우면서 열군루(閱軍樓)라는 망루를 지어 수군이 훈련하는 모습을 참관하였다. 이것이 동정호의 시초이다.
716년 당나라 때 악주의 태수 장열(張說)이 이곳을 수리하여 다시 세우면서 악양루라고 이름을 고쳐짓고, 그때부터 문인재사들의 시를 읊는 유명한 장소가 되었다.
1044년 송나라 때 등자경(滕子京)이 이곳 태수로 좌천되면서 퇴락해진 누각을 증수하게 되는데, 그때 범중엄을 초청하여 유명한 악양루기(岳陽樓記)를 짓게 한다.
현재의 건물은 1880년 청나라 광서제 때 다시 중건한 것으로 누각의 높이는 20미터에 삼층 목조 건물로 되어 있다.

## 문학작품
많은 문학작품 속에서 악양루와 동정호는 찬사를 받아왔다.
| “ | 先天下之憂而憂 천하의 근심을 앞서 근심하고 後天下之樂而樂 천하의 즐거움을 뒤에 즐긴다. | ” |
|   | — 범중엄, 〈악양루기〉(岳陽樓記)                                                       |   |

| “ | 昔聞洞庭水 오래 전에 동정호에 대하여 들었건만 今上岳陽樓 이제야 악양루에 오르게 되었네 吳楚東南瞬 오와 초는 동쪽 남쪽 갈라 서 있고 乾伸日夜浮 하늘과 땅이 밤낮 물 위에 떠 있네 親朋無一字 친한 친구에게조차 편지 한 장 없고 老去有孤舟 늙어가며 가진 것은 외로운 배 한 척 戎馬關山北 싸움터의 말이 아직 북쪽에 있어 憑軒涕泗流 난간에 기대어 눈물만 흘리네 | ” |
|   | — 두보, 〈등악양루〉(登岳陽樓) |   |

| “ | 與夏十二登岳陽樓 악양루에 올라 樓觀岳陽盡 악양루에서 악양이 다보이네. 川逈洞庭開 시내는 멀고 동정호가 펼쳐지네 雁引愁心去 기러기는 시름을 가져가 날아가고 山銜好月來 산들도 좋고 달도 떠오르네 雲間連下榻 구름 사이에 숙소 정해 머물고 天上接行杯 하늘 위에서 술잔 돌려 마시네 醉後凉風起 취하니 서늘한 바람 불어 吹人舞袖回 휘돌아 춤추는 사람 소매깃을 휘도네 | ” |
|   | — 이태백, 〈등악양루〉(登岳陽樓) |   |

## 같이 보기
- 황학루
- 등왕각